# دليل النساء

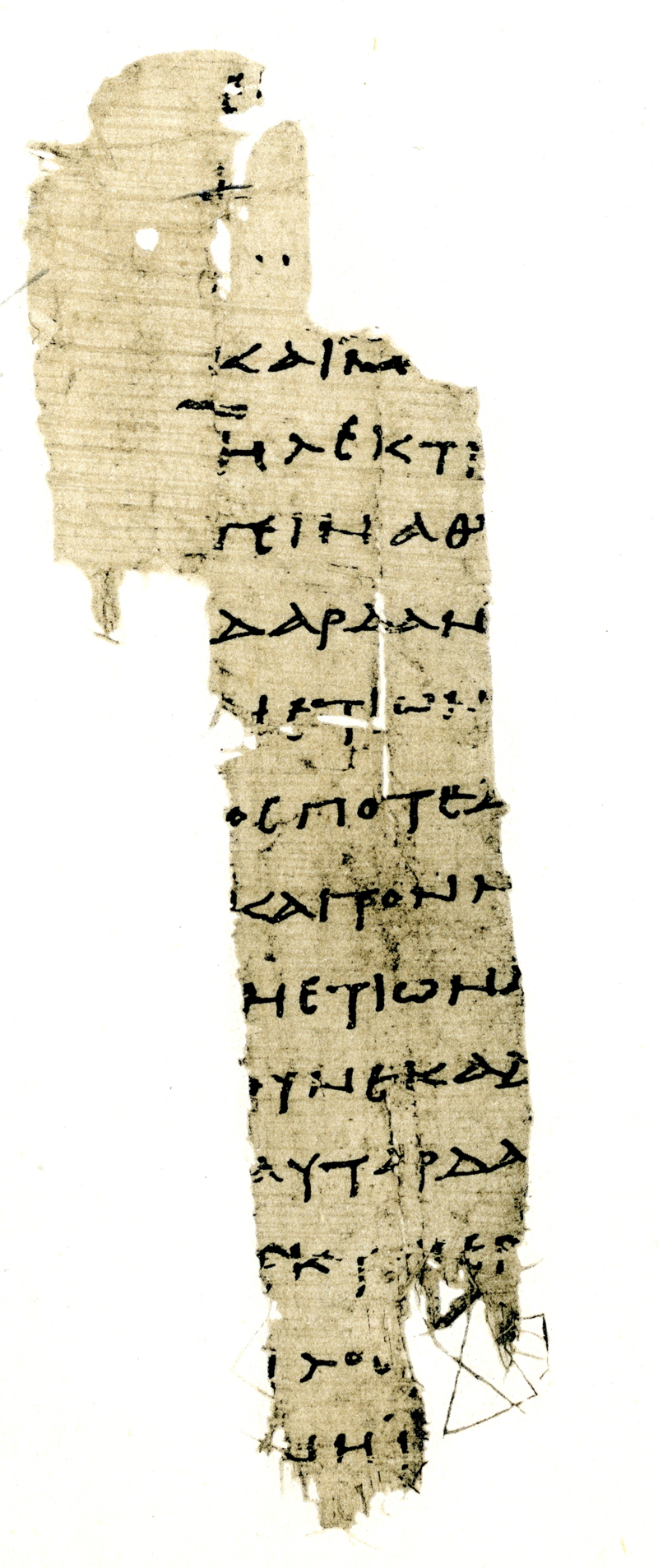
قصيدة دليل النساء لهسيود

دليل النساء (بالإغريقية: Γυναικῶν Κατάλογος؛ وتُلفظ: جينيكون كاتالوغوس) هي قصيدة يونانية قديمة، نسبها بعض الأدباء القدامى للشاعر الأغريقي هسيود على الرغم من أن القصيدة تحتوي على بعض الإشارات لأحداث وأشياء حدثت بعد فترة هيسيود، ولكنهم اقترحوا أن هذه الأجزاء تمت إضافتها فيما بعد أو في فترة مؤلف آخر مختلف تماما، نظرا لأن هسيود اشتهر بكونه مؤلفا لقصيدة «الأعمال والأيام» وقصيدة «ثيوغونيا» فقط. وفترة كتابة هذه المؤلفات مختلفة تماما عن الفترة التي كتبت فيها قصيدة «دليل النساء» لذلك يصعب تمييز ما إذا كانت تنتمي إليه أم لا.
ويعتبر تاريخ التدوين أحد المسائل المثيرة للجدل حول هذه القصيدة ولهذا السبب فإنها لا تزال مجهولة المؤلف.

## العنوان
عرفت القصيدة قديما بأسم «إيا» وتعني رقم تسعة في اللغة اليونانية حيث أنها قدمت تسعة أقسام جديدة لم تقدم من قبل في أي قصيدة أخرى.
كما كان يشار لها بأسم الجمع أيضا «أدلة النساء» ولكن الاسم المفرد كان أكثر ترددا على الأسماع.

## التاريخ
أظهر التحقيق الضخم الذي قام به المؤرخ ريتشارد جانكو في عام 1955 حول اللغة الملحمية التي كتبت بها القصيدة، إنها قديمة جدا وربما كانت تعاصر الفترة التي كتبت فيها قصيدة «ثيوغونيا» أي تقريبا في عام 700 ق.م.
كما أن هناك اقتراحات لبعض التواريخ الأخرى التي من المحتمل أن تكون كتبت فيها هذة القصيدة:
حيث أعتقد «جاك شوارتس» أنها أتخذت شكلها النهائي بين عام 506 و476 ق.م، أما «مارتين ويست» فقد أعتقد أنها كتبت في الفترة ما بين عام 580 و 520 ق.م وجاء اعتقاده هذا بناء على أسباب أدبية بحتة ولعل أحد أهم هذة الأسباب هو الإشارة لمدينة قوريني التي تم تأسيسها في عام 631 ق.م مما يدل على أن القصيدة كتبت بعد هذا التاريخ.
وكما يحدث عادة في النصوص المأخوذة عن التراث الشفهي (كالملاحم الهوميرية) من الصعب تحديد أقدمية الجزء المكتوب وتاريخ الانتهاء من كتابته والتاريخ الذي وصلت إلينا فيه.
ومن الجدير بالذكر أن المرحلة الأساسية لتكوين القصيدة كانت قد أنتهت في عام 700 ق.م ولكنها لم تكتب على الورق حتى عام 550 ق.م، مما يزيد من احتمالية إنها قد تغيرت فيها عدة جوانب، فمن الممكن أنهم قد يكونوا أضافوا لها إشارات لمدينة «قوريني» أو قد يكونوا حدثوا إسلوب الكتابة مع الحفاظ على جزء كبير من إسلوب الكتابة الأصلي.

## ملحمة مجزأة
وجدت هذة الملحمة مقسمة لأجزاء، والمقصود بذلك أن القصيدة الأصلية محفوظة على قطع قديمة من أوراق البردي وهناك إشارة لأنه قد تم إضافة أجزاء أخرى بواسطة كتاب أخرون. ومن الجدير بالذكر أنهم وجدوا أكثر من ألف بيت شعر في القطع الناجية من النص الأصلي -أي أكثر من عدد أبيات أي قصيدة أخرى لهسيود كأعمال وأيام، وثيوغينيا- أما مراجع القصيدة فهي عادة ما تكون على هيئة رقم الجزء في طبعة معينة مع رقم السطر، على سبيل المثال: «ج 15,23» يشير هذا الاختصار إلى السطر الخامس عشر في الجزء الثالث والعشرون من الطبعة التي نشرها «ميركلباخ وويست».
كما أن جميع طبعات الملحمة لها الترقيم الخاص بها، حيث أن هذا الترقيم غاية في الأهمية للتميز بين الطبعات المختلفة. ونجد في طبعة «ميركلباخ وويست» -التي تم نشرها في الفترة ما بين عام1967 و 1990- أنها تضم 250 جزء، ولعدة أسباب نجد أنه قد تم تقليلها إلى 142 جزء في طبعة احدث نشرها الألماني «هيرسخبيرجر» عام 2004. ومن الجدير بالذكر أن كثرة عدد الأجزاء لا يعني أن هذة النسخة أفضل، كما أنه ليس من الضروري أن تكون النسخة الأحدث هي الأفضل فعادة ما تتواجد عدة طبعات في نفس الوقت.

## المحتوى
الملحمة كاملة تتكون من خمسة كتب، كل كتاب مؤلف من ألف سطر مقسمة إلى مقطوعات شعرية، كل مقطوعة مكونة من ستة أبيات على نفس الوزن الذي كان يستخدمه هوميروس في كتابة قصائده، كما ان هذا العمل يتشابه كثيرا مع قصيدته دليل السفن الموجودة في ملحمة الإلياذة حيث تتكون من قائمة عناصر مفككة موصوفة بإيجاز.
وتتناول الملحمة قائمة النساء الأكثر شهرة في الأساطير اليونانية وتتحدث عنهم وعن ذريتهم من الرجال والآلهة وتبدأ القصيدة هكذا:
غنوا الآن يا قبيلة النساء يا ذوات الصوت العذب
جميلات الأوليمب، بنات الأله زيوس
إنهن أفضل نساء عصرهن
ويعد هذا النداء -على جميلات الأوليمب - سمة أساسية للأسلوب الملحمي.
ويدور موضوع الملحمة حول السلالات اليونانية حيث قسمت لعدة سلالات رئيسية تم ترتيبهن على التوالي في أول أربعة كتب منها.
و من بين السلالات الهامة نجد أبناء ديوكاليون وبيرا: هيلين وباندورا اللاوتي تزوجن من إريس وزيوس وأنجبوا أسلاف الأمة اليونانية والمقدونية وغيرهم.
ونجد العديد من السلالات والأنساب الهامة ذكرتها الملحمة في الأربعة كتب الأولي منها، وهذا الأسلوب الخاص بذكر السلالات والأنساب يتشابه كثيرا مع أجزاء من الملاحم الهوميرية، كالحديث عن سلالة غلاوكوس في الكتاب التاسع من ملحمة الإلياذة وسلالة أينياس في الكتاب الحادي والعشرون من نفس الملحمة. حيث أن هذا الإسلوب يقوم على تقديم وصف مختصر لبعض الشخصيات من السلالات ووصف أخر قوي ومفصل عن الشخصيات الأكثر أهمية وتأثير على السلالة. وبالتالي نجد أن القصيدة عبارة عن منجم معلومات عن الأساطير اليونانية.
ونجد أيضا تشابة كبير بين قصيدة «دليل النساء» لهسيود وقصيدة «دليل البطلات» من الكتاب الحادي عشر لملحمة الأوديسة لهوميروس.
أما الكتاب الخامس من الملحمة فهو مختلف ويمكن أعتبارة قصيدة منفصلة عن باقي الملحمة " وهو عبارة عن قائمة من مئتي سطر يتحدث فيهم الشاعر عن الذين تقدموا لخطبة هيلينا، وأسلوب هذة القصيدة يشبة اسلوب قصيدة قائمة السفن من ملحمة الإلياذة والتي تبدأ بقصة عن بداية حرب طراودة

## التأثير والتلقي
وفقا لما هو مشار إلية فإن القصيدة تتشابة مع عدة مقطوعات شعرية كتبها هوميروس مما يعني أن هسيود تأثر بعدة جوانب من أسلوب شعر هوميروس . ومن الجدير بالذكر أنهم لم يعثروا على ملحمة دليل النساء منفردة بل وجدت كجزء من تراث شعر الأنساب.
كان للملحمة صدي كبير في العصر الهلنستي، ويبدو أن مكتبة الأساطير الإغريقية قد شكلت جزء كبير من «ملحمة أساطير النساء» وبذلك أعطتنا الملحمة نبذة عن تكوين السلالات الأغريقية وأنسابهم.
وكان لهذا العمل صدى كبير وتمت قرائتهى عل نطاق واسع في مصر، حيث عثر علماء الآثار على حوالي 52 على الأقل من هذة الملحمة على قطع من أوراق البردي، أي عدد نسخ أكثر من أي عمل أخر قد عثروا عليه ماعدا الملاحم الهوميرية، مما يعني أن هذه القصيدة كانت واحدة من الأعمال الأدبية الأكثر شعبية هناك.
لم يتم حفظ أي نسخة سليمة وكاملة من الملحمة حتي العصور الوسطي ولذلك لا يوجد أي روابط مباشرة بينها وبين ملاحم قوائم النساء التي كتبت في العصور الوسطي كملحمة «مشاهير النساء» للشاعر جيوفاني بوكاتشيو(1361) وكتاب «مدينة النساء» لكريستين بيزان (1405).
و تم إعادة بناء العمل من جديد بمساعدة عدة كتاب كلاسيكين وبدأت عملية البناء من خلال بحث كلاسيكي كبير قام به هؤلاء الكتاب في القرن التاسع عشر، وظهرت أول نسخة مطبوعة في عام 1832 حيث عدلها غايسفورد ونشرها ضمن مجموعتة الشعرية وبعد سنتين ظهرت نسخة أخرى نشرها ديندورف ضمن كتابه الخاص بأعمال هسيود.
ومن أهم طبعات هذة الملحمة: طبعة رزاخ' التي نشرها عام 1913، وطبعةميركلباخ وويست 1967-1990، وطبعة هيرسخبيرجر 2004.